# سیچلاید کوتوله خط قرمز
سیچلاید کوتوله خط قرمز با نام علمی Apistogramma hongsloi، که به نامهای سیچلاید رگه قرمز و سیچلاید روستریچ نیز شناخته میشود، گونه ای از سیچلایدهای کوتوله است که بومی حوضه رود اورینوکو در آمریکای جنوبی است.  آنها اغلب در آکواریوم نگهداری می شوند و بیشتر آب سبک و اسیدی را ترجیح می دهند.

## مشخصات
این گونه یکی از گونه های رنگارنگ آپیستوگراما است که رنگ آمیزی آن حاصل پرورش انتخابی آکواریومیست ها است.  نر رنگ های روشن تری نسبت به ماده دارد. نمونه های وحشی این گونه به ندرت در تجارت آکواریوم دیده می شود، زیرا آنها از نظر رنگ به زیبایی گونه های انتخابی پرورش یافته نیستند.  انواع وحشی در فصل خشک به رنگ زرد مایل به قهوه ای تیره در آمده اما در فصل بارانی که در آن تولید مثل می کنند، رنگ آنها روشن تر می شود، از جمله لکه قرمز در پایه دم. 

## مرتع و زیستگاه
این سیچلاید کوتوله در حوضه رود اورینوکو در آمریکای جنوبی یافت می شود: در امتداد رودخانه اورینوکو میانی، در زهکشی رودخانه ویچادا و رودخانه متا میانی.  آنها معمولاً در نهرهای کوچک با حرکت آهسته زندگی می کنند که نور خورشید زیادی به آن میتابد، pH کمتر از ۵ و دمای بین ۲۶ تا ۲۸ درجه سانتیگراد دارند،  اما می توانند در pH ۵٫۵-۷ و ۲۳ تا ۲۹ درجه سانتیگراد نیز رشد کنند . 

## پرورش
قبل از تخم ریزی، ماده ها به رنگ زرد روشن با علائم سیاه در می آیند. یک ماده مولد تخم های خود را در سقف یک حفره یا زیر یک برگ میگذارد و در هر بار تخم ریزی بین ۵۰ تا ۱۰۰ عدد تخم می گذارد. ماده به تنهایی از تخم ها مراقبت می کند و جنس نر از قلمروشان محافظت می کند. ماده ها در طول تولید مثل بسیار تهاجمی می شوند و نر و ماهی های دیگر را اطراف لانه خود دور می کنند. تخم ها معمولاً به رنگ تخمهای سالمون هستند. برخی از ماده های بی تجربه در هنگام اولین تخم ریزی خود، ممکن است تخم های خود را بخورند. وقتی بچه ماهیها از تخم بیرون می‌آیند، نزدیک به بستر آب می‌مانند و باقیمانده‌های زرده تخم‌را قبل از شنا کردن آزاد جذب می‌کنند. در این مرحله بچه ماهی از گیاهان مرده و سایر میکروارگانیسم ها تغذیه می کند. یک سیچلاید کوتوله خط قرمز ماده قادر است تمام بچه ها را خودش به تنهایی پرورش دهد.

## در آکواریوم
سیچلاید کوتوله خط قرمز آب سبک و اسیدی را دوست دارد. آنها در آکواریوم های پلنت با بستر برگ و یا چوب های خشک شده که تانن آزاد می کنند و به نوبه خود pH آب را کاهش می دهند، عملکرد بهتری دارند. اگر شرایط پرورش مانند: پارامترهای آب، تغذیه کافی و مناسب مهیا باشد، مانند بسیاری از گونه‌های مشابه ممکن است در زیر برگ‌ها، چوب‌های خشک شده، غارهای مصنوعی، گلدان‌های سفالی یا دیگر شکاف‌های متروکه داخل آکواریوم شروع به تخمگذاری میکنند.